# 2児拉致事件
2児拉致事件（2じらちじけん）、渡辺秀子さん2児拉致事件（わたなべひでこさん2じらちじけん）は、1973年に渡辺秀子の子供2人が朝鮮民主主義人民共和国（北朝鮮）の意を受けた土台人によって拉致された事件。警視庁と兵庫県警察では、被疑者の在日朝鮮人を国際手配している。

## 概要

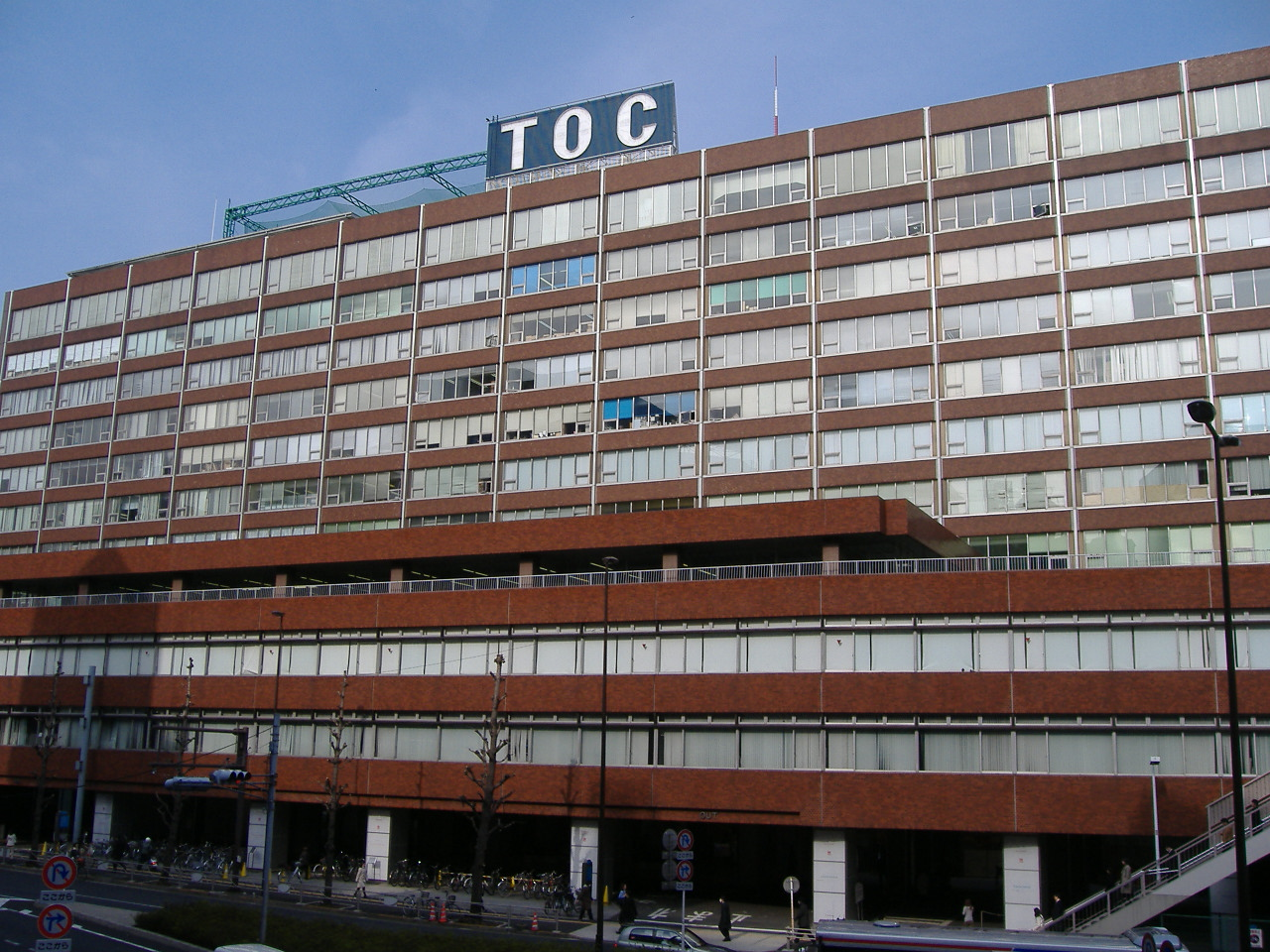
事件現場のTOCビル（2008年）

1973年12月に北朝鮮工作員と結婚した埼玉県上福岡市（現：ふじみ野市）在住の渡辺秀子が拉致され、工作員グループによって活動拠点だった朝鮮総連の金炳植第一副議長が設立した東京都品川区西五反田のTOCビル4階に入居していたの貿易会社ユニバース・トレイディングの内部で工作員の男に絞め殺されるとともに、6歳の長女・敬美と3歳の長男・剛の2人が拉致され、1974年6月に北朝鮮に連行されたとされる事件。渡辺秀子殺害についての警察の事情聴取では、ユニバース・トレイディングの関係者によって「箱に入れ石を詰めて捨てた」「遺棄場所は山形と秋田の県境」などの証言がなされていたが遺体発見にはいたっていない。
朝鮮籍から日本に帰化した日本国民である木下陽子の指示を受け、2人を北朝鮮に連れて行ったのは、世話役の55歳の女とみられている。女は、工作船を待つ間に「お姉ちゃんも飲むからね」と言って自分は酔い止め薬を飲んで安心させた上で、2人には睡眠薬を飲ませていたことが新たにわかっている。
事件が公になった当時、世話役の女は日本で生活しており、女の夫とされる人物が顔にモザイクがかかった状態でマスコミのインタビューを受けていたりもしていた。また、世話役の女以外にも男の協力者が2人いるがこの2人も日本で生活をしていた。
当時の国家公安委員会委員長は「拉致事件は現在も継続中の事件であるため時効は成立していない」という見解をしめしていたが、この3人は逮捕も任意での事情聴取もされていない。その後、この3人が出国したという情報が出ていないことから、その後も日本で生活していたと見られる。
工作員の統括役を務めていた木下陽子の外国人登録名は洪寿恵（ホン・スヘ）であった。洪は、在日本朝鮮人留学生同盟出身で朝鮮労働党統一戦線部在日工作組織の別働隊員である北朝鮮工作員の幹部である。また、ユニバース・トレイディングの役員も兼ねていた。
この事件の捜査で、福井県小浜市の海岸は、北朝鮮の工作員・土台人グループが頻繁に密入出国を繰り返す工作船の上陸ポイントだったことが警視庁と兵庫県警察の合同捜査本部の調べで分かっている。2児拉致事件の舞台となった貿易会社「ユニバース・トレイディング」が入居していたビルは、1976年に失跡した「よど号」メンバーの妻、福留貴美子が綜合警備保障勤務時代に派遣され受付業務をしていた。また、警察は小浜湾から木下が拉致した2児を北朝鮮に送り出したとみて調べている。
1981年（昭和56年）5月6日、木下陽子は夫の西村智亮とともに成田国際空港からウィーンに向けて出国した。
2007年（平成19年）4月26日、洪寿恵こと木下陽子に対する逮捕状が発付された。

## 日本政府の対応
2007年4月27日、外務省は北朝鮮に「拉致は重大な主権侵害」であると抗議するとともに2児の日本への帰国と、拉致を指示したとして国際手配している洪寿恵こと木下陽子の身柄引き渡しを求めた。申し入れに対しての北朝鮮側から回答はない。
なお、この事件で拉致された2児は、日本国籍を有さない特別永住者であることから、政府認定拉致被害者17名の中には含まれていない。

## 国会の対応
2008年（平成20年）6月5日、西村眞悟衆議院議員は内閣に渡辺秀子を始めとする北朝鮮拉致に関する質問主意書を提出して政府見解を求めている。河村たかし衆議院議員の質問により、公安調査庁は朝鮮総連の傘下団体が拉致事件を引き起こしたと認識していることが明らかになった。

## 国連の対応
2008年7月25日にブエノスアイレスで開かれた第85回強制的失踪作業部会政府説明セッションでは、日本政府は本拉致事件を含む北朝鮮による拉致問題の現状についての説明を行っている。また、2007年6月に特定失踪者問題調査会が調査を申請したことをうけて、国連人権理事会の強制的失踪作業部会は、2008年の11月から12月にかけてジュネーヴで開く会議での議題とした。